# Sainte-Colombe-sur-Seine
Sainte-Colombe-sur-Seine – miejscowość i gmina we Francji, w regionie Burgundia-Franche-Comté, w departamencie Côte-d’Or. Przez miejscowość przepływa Sekwana. 
Według danych na rok 1990 gminę zamieszkiwało 1151 osób, a gęstość zaludnienia wynosiła 71 osób/km² (wśród 2044 gmin Burgundii Sainte-Colombe-sur-Seine plasuje się na 199. miejscu pod względem liczby ludności, natomiast pod względem powierzchni na miejscu 586.).

## Współpraca
Miejscowość partnerska:
- Ohey, Belgia